# Dirhamphis balansae
Dirhamphis balansae är en malvaväxtart som beskrevs av Antonio Krapovickas. Dirhamphis balansae ingår i släktet Dirhamphis och familjen malvaväxter. Inga underarter finns listade i Catalogue of Life.